# Alsódobsza
Alsódobsza là một thị trấn thuộc hạt Borsod-Abaúj-Zemplén, Hungary. Thị trấn này có diện tích 10,69 km², dân số năm 2010 là 337 người, mật độ 32 người/km².